# Jan Naisen
John Naisen (ur. w XVII wieku; zm. w 1626 w Nagasaki) – japoński męczennik, Błogosławiony Kościoła katolickiego.

## Życiorys
Urodził się bardzo religijnej rodzinie. Jego żoną była bł. Monika Naisen, a synem bł. Ludwik Naisen. Podczas prześladowań katolików, wraz z żoną, ukrywał bł. księdza Jana Chrzciciela Zolę. Wkrótce zostali aresztowani. Jego żona została ścięta, a on spalony żywcem w 1626 roku.
Został beatyfikowany przez papieża Piusa IX 7 lipca 1867 roku w grupie 205 męczenników japońskich.